# Chavenon
Chavenon település Franciaországban, Allier megyében. Lakosainak száma 139 fő (2022. január 1.). Chavenon Buxières-les-Mines, Chappes, Murat és Saint-Sornin községekkel határos.

## Népesség
A település népességének változása:
| Lakosok száma | 304  | 179  | 155  | 143  | 126  | 132  | 134  | 133  | 135  | 139  |
|               | 1968 | 1982 | 1990 | 2006 | 2013 | 2015 | 2017 | 2019 | 2020 | 2022 |